# Ostrata
Ostrata là một làng thuộc huyện Zlín, vùng Zlínský, Cộng hòa Séc.